# Sylvietta ruficapilla
Sylvietta ruficapilla là một loài chim trong họ Macrosphenidae.